# Samuele Romanin

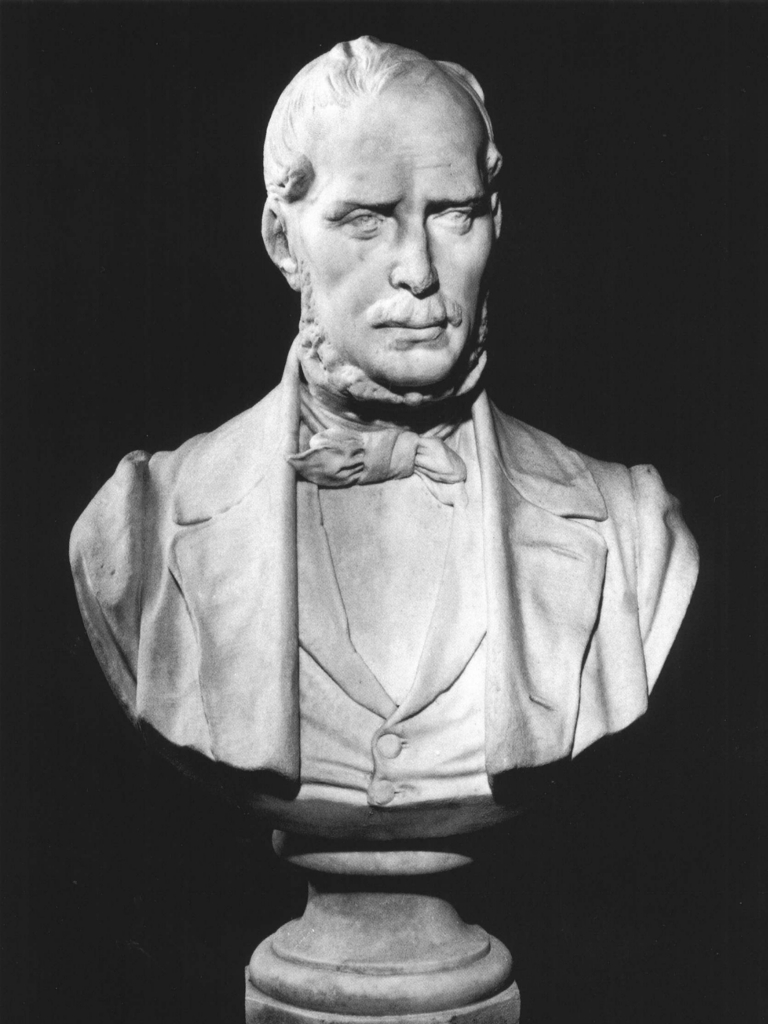
Büste des Samuele Romanin im Panteon Veneto des Istituto Veneto di Scienze, Lettere ed Arti, Marmor, ein Werk von Augusto Benvenuti, entstanden 1896

Samuele Romanin (* 27. Juli 1808 in Triest; † 9. September 1861 in Venedig) war ein italienischer Historiker, dessen Hauptwerk die zehnbändige Storia documentata di Venezia darstellt.

## Leben und Werk
Samuele Romanin wurde als Sohn des Leone di Samuel Vita und der Vittoria Bellavita Todeschi geboren. Sein Vater gehörte der jüdischen Gemeinde von San Vito al Tagliamento an. Nach dem frühen Tod seines Vaters zog Samuele gegen 1820 mit seinem Bruder Girolamo nach Venedig. Die erste schulische Ausbildung erhielt er in der jüdischen Gemeinde in Venedig, dann lernte er am Liceo Foscarini. Ab 1827 verfügte er über eine Zulassung als Hauslehrer, doch wurde er dank seiner Kenntnisse der alten Sprachen sowie des Französischen und des Deutschen – Venedig war österreichisch – zum vereidigten Übersetzer bei Gericht. Zugleich übersetzte er Werke ins Italienische, wie die Geschichte des osmanischen Reiches von Joseph von Hammer-Purgstall oder Eduard Dullers Erzherzog Carl von Österreich.
Am 4. Juni 1830 heirateten er und Vittoria Dalmedico, die einer jüdischen Familie entstammte, die an der Spitze der venezianischen Glasindustrie tätig war. Sein Schwager Angelo Dalmedico unterstützte ihn bei seinen Arbeiten. Romanin unterhielt aber auch Kontakte zu den Rabbinern Abraham Lattes und Samuel David Luzzatto und zu Caterina Franceschi Ferrucci, der Gründerin des Istituto italiano di educazione femminile, ebenso wie zur Dichterin Eugenia Pavia Gentilomo (1822–1893). Seine Beziehungen reichten bis nach Frankreich, etwa zu Augustin Thierry, François Guizot und Adolphe Thiers, die sein Werk stark beeinflussten.
1842 bis 1844 erschien als sein erstes größeres historisches Werk Le storie dei popoli europei dalla decadenza dell' impero Romano. Es war vor allem für den Unterricht für Frauen konzipiert. 1848 erschien sein kleines Opus Corso di storia veneta lezione prima bei Piero Naratovich.
1846 wurde er Corrispondente des Ateneo veneto; 1847 nahm er am IX Congresso degli scienziati italiani in Venedig teil. Während der Revolution von 1848/49, die er unterstützte, reifte in ihm der Gedanke einer neuen Geschichte Venedigs. Zunächst hielt er Vorträge am Ateneo veneto; doch auch in den technischen Schulen Venedigs trug er vor. Nach der Rückkehr der Österreicher widmete er sich seinem Hauptwerk, der Storia documentata di Venezia. In den Jahren 1853 bis 1861 publizierte er dieses gewaltige Opus in zehn Bänden, die ebenfalls bei Pietro Naratovich erschienen. Durch seine Kontakte in Florenz – etwa mit Giovan Pietro Vieusseux oder Filippo Luigi Polidori – hoffte er zunächst, das Werk bei Le Monnier verlegen zu können, doch erschien es nun in Venedig. Der letzte Band erschien posthum durch Angelo Dalmedico. Einige Teile wurden auch separat herausgegeben, so etwa Bajamonte Tiepolo e le sue ultime vicende tratte da documenti inediti 1851 oder Gli inquisitori di Stato di Venezia 1858. Neben der politischen Geschichte versuchte Romanin als einer der ersten, auch die Gesellschaftsgeschichte Venedigs darzustellen.
In seine Lezioni di storia veneta, die er 1858 bis 1859 am Ateneo veneto hielt, wo er seit 1852 Bibliothekar war, flossen diese Erkenntnisse ein. Sie wurden 1875 in Florenz, ebenfalls posthum, veröffentlicht.

## Werke (Auswahl)
- Le storie dei popoli europei dalla decadenza dell’impero Romano, 3 Bde., Venedig 1842–1844.
- Storia documentata di Venezia, 10 Bde., Pietro Naratovich, Venedig 1853–1861; 2. Auflage 1912–1921, Nachdruck Venedig 1972. 
  - Bd. 1, 1853, Münchener DigitalisierungsZentrum
  - Bd. 2, 1854
  - Bd. 3, 1855
  - Bd. 4, 1855
  - Bd. 5, 1856
  - Bd. 6, 1857
  - Bd. 7, 1858
  - Bd. 8, 1859
  - Bd. 9, 1861
  - Bd. 10, 1861
- Atti diplomatici della Repubblica di Venezia 1790–1797, Pietro Naratovich, Venedig 1861. (Digitalisat)